# シロガネダラ
シロガネダラ (Merluccius productus) は、タラ目に属する魚類。メルルーサの一種である。太平洋北東のバンクーバー島からカリフォルニア湾北部まで分布する。英名はNorth Pacific hake・Pacific hake・Pacific whitingなど。
かつては日本でもパシフィックヘイクと呼ばれていた。2004年5月、八戸沖で迷入個体が漁獲され、メルルーサ属の特徴である銀色の体色からシロガネダラという標準和名が与えられた。

## 形態

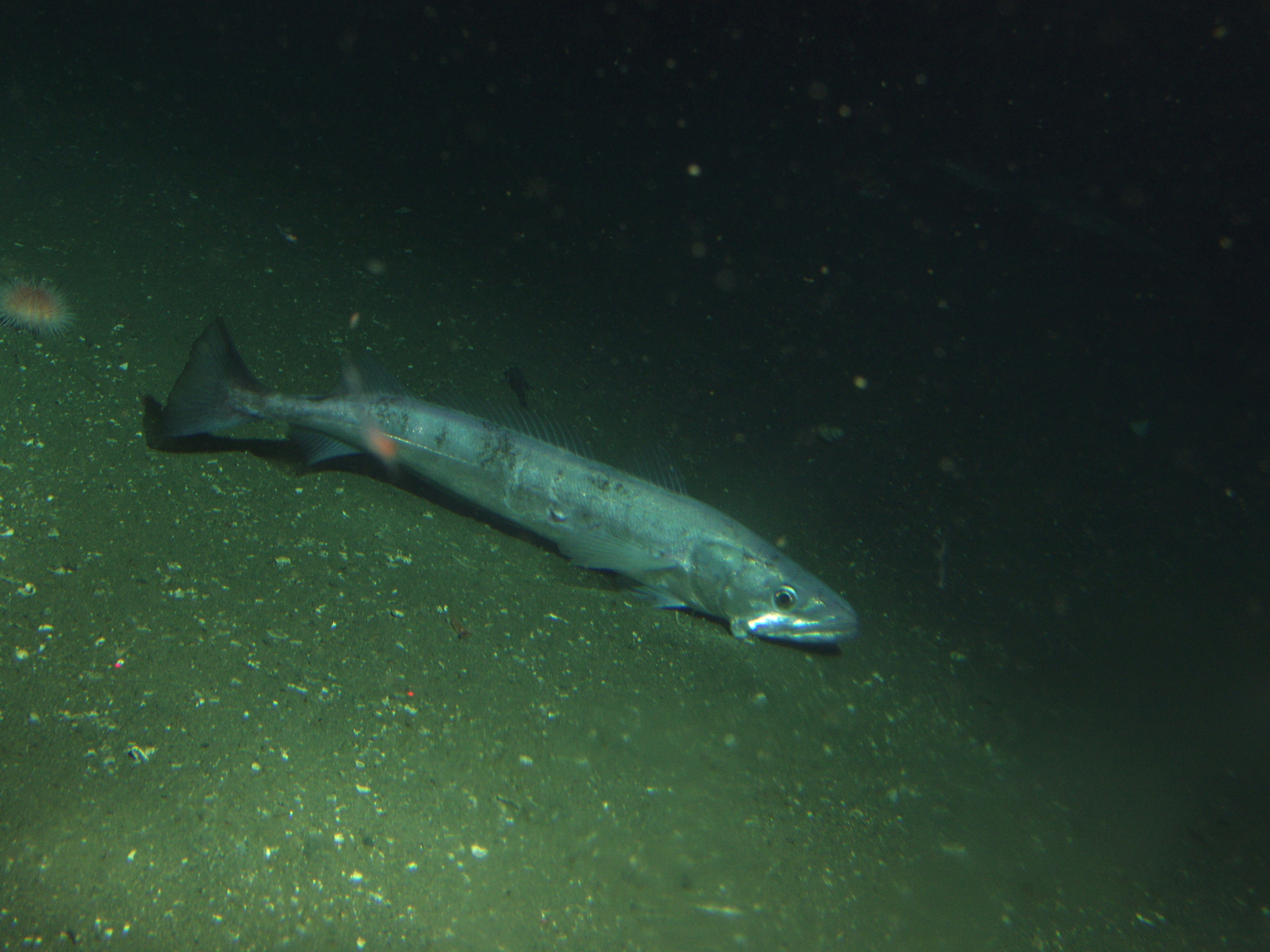
カリフォルニア、Cordell Bank National Marine Sanctuaryの本種

全長は90 cmに達し、寿命は15年ほど。体は銀色で、黒い斑点が散らばる。腹面は銀白色。背鰭は2基。胸鰭の先端は臀鰭基部に達する。尾鰭は湾入する。 
北太平洋産の他のメルルーサとは、臀鰭が39-44軟条・第1鰓弓の鰓耙数が18-25（通常19-23）・腹椎骨数が23-24・脊椎骨数が53-54・肋骨数が3である点で区別できる。

## 生態
表層から深度1000 mの間で日周鉛直移動を行い、夜間に表層で小魚・エビ・プランクトンなどを捕食する。本種はアシカ・イルカ・ツノザメなどの重要な食物となっている。
3つの個体群が確認されている。
1. カリフォルニア南部からクィーンシャーロット海峡（英語版）の間を移動する回遊性個体群。春-夏には餌を追って北方に移動し、秋に南下して繁殖する。1960-80年代には、1-2月にカリフォルニアにまで南下して繁殖することが確認されていたが[3][4]、90年代にはバンクーバー島沖に留まって繁殖するようになっている[4]。
2. ピュージェット湾南部に生息する個体群。2-4月にポートスーザン・ダボブ湾で産卵する。
3. ジョージア海峡(SOG)に生息する個体群。3-5月に海峡南部の深みで繁殖する。

シーズン中に複数回産卵するため、絶対的な繁殖力を計ることは難しい。雌は3-4歳・34-40 cm、雄は3歳・28 cmで性成熟する。かつて沿岸域の雌は37 cm、4-5歳で性成熟していた。現在のポートスーザンでは、50%の雌が21.5 cmで性成熟するが、1980年代は29.8 cmであった。

## 利用
2010年の漁獲量はおよそ20万トン。米西岸で商業的に最も重要な魚種の一つである。ピュージェット湾・ジョージア海峡の個体群は州・地域の機関により管理されているが、回遊性個体群はPacific Coast Groundfish Fishery Management Plan (FMP)を通してPacific Fishery Management Council (PFMC)により管理されている。
乱獲が最大の脅威である。アメリカ海洋漁業局は本種をESAに載せる請願書を受け取っている。これは2000年に拒否されたが(65 FR 70514)、懸念と不確実性は残されている。
主な管理法は年次割当てによる漁獲量制限である。沿岸域の個体群は、アメリカ・カナダ両国の科学者の共同チームによって毎年評価される。2002年には乱獲の危機にあるとされたが、2004年には個体群の再生が宣言された。
2003年、米国-カナダ間で、今後10年間の各国の漁業者への漁獲量割り当てと、資源管理プロセスを確立する条約が締結された。2007年から、本種に関連する活動は、この国際条約の規定に基づいて管理されている。
2009年、海洋管理協議会は、本種の漁業が持続可能であると認定した。
ピュージェット湾・ジョージア海峡の個体群は"species of concern"とされている。これは、ESAに載せるには十分な情報がないが、危機に瀕している懸念があると判断された種である。1991年以降、この個体群を対象とした漁業は行われていない。
アメリカオオアカイカの生息域拡大も懸念すべき点である。このイカはタラを捕食するため、本種の個体数に影響を与える可能性がある。